# تريستان وايت
تريستان وايت (بالإنجليزية: Tristan White) هو لاعب هوكي الحقل أسترالي، ولد في 11 يوليو 1990.

## روابط خارجية
- تريستان وايت على موقع الاتحاد الدولي للهوكي (الإنجليزية)
- تريستان وايت على موقع اتحاد ألعاب الكومنولث (مؤرشف) (الإنجليزية)